# Flora dei monti Iblei
La flora dei monti Iblei riguarda le formazioni erbacee e arbustive dei monti Iblei, siti sulla parte sud-orientale dell'isola di Sicilia.

## Aree boschive

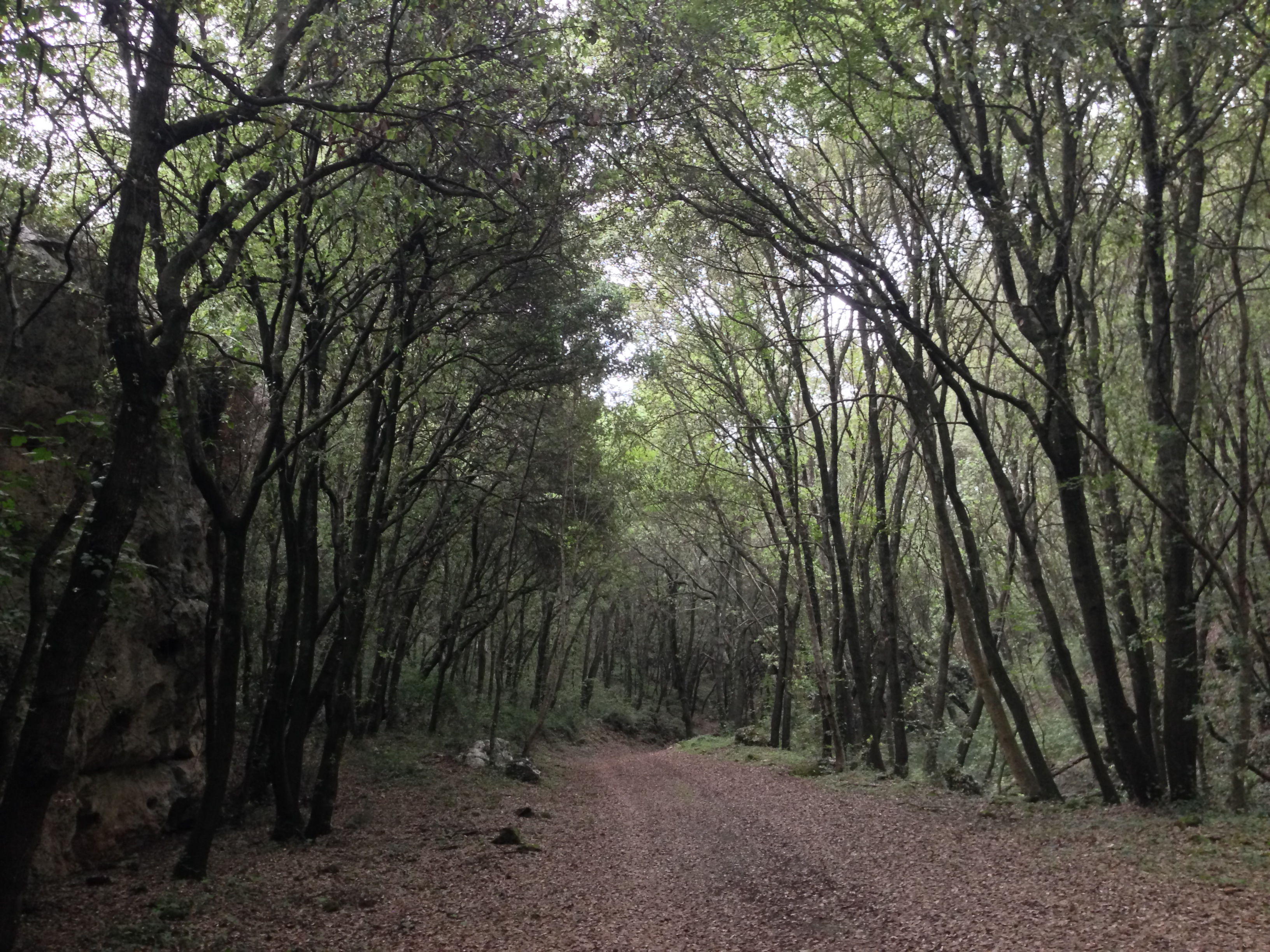
Bosco di Giarranauti, Ferla

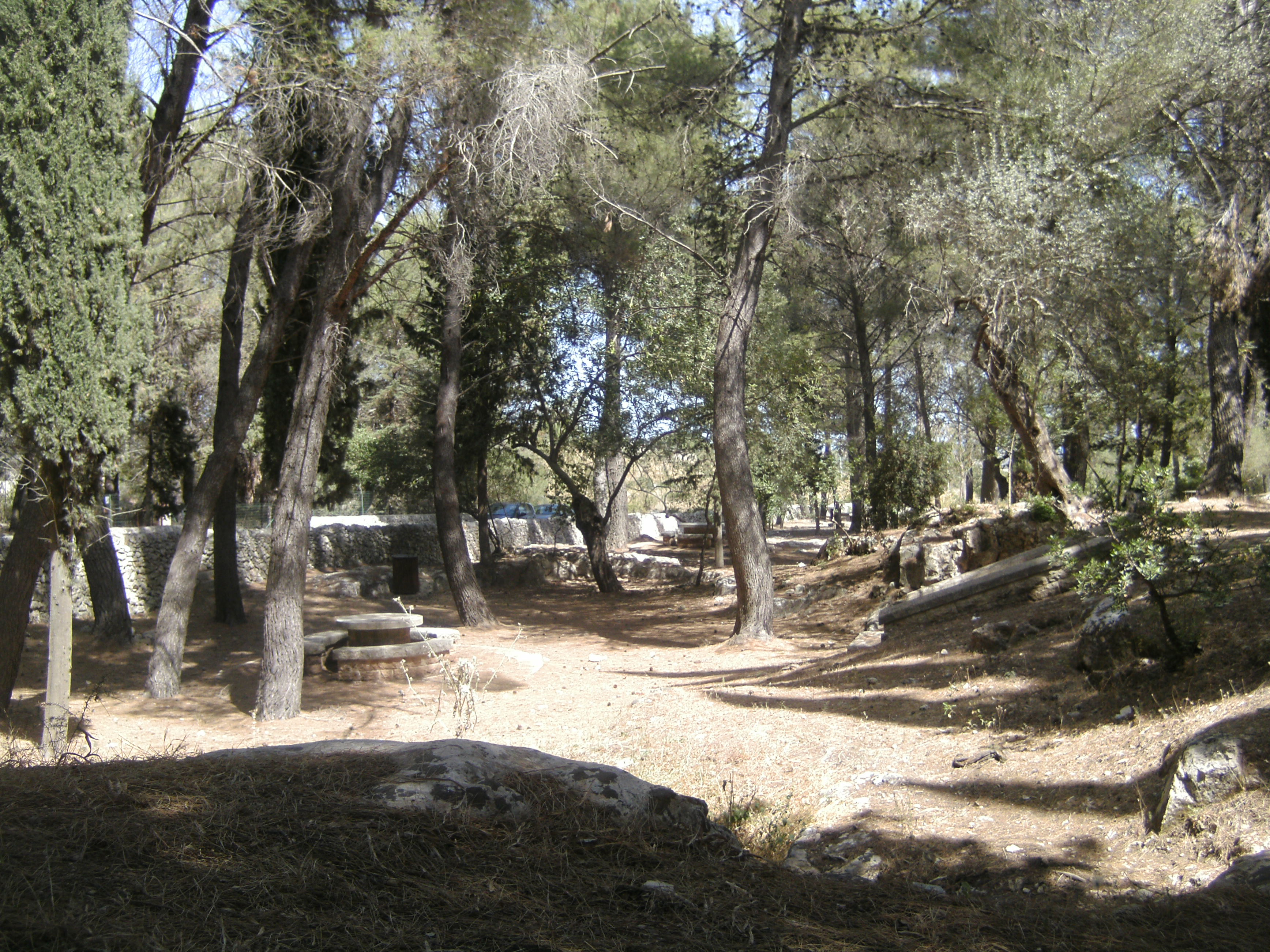
Pineta di Noto Antica, monte Alveria

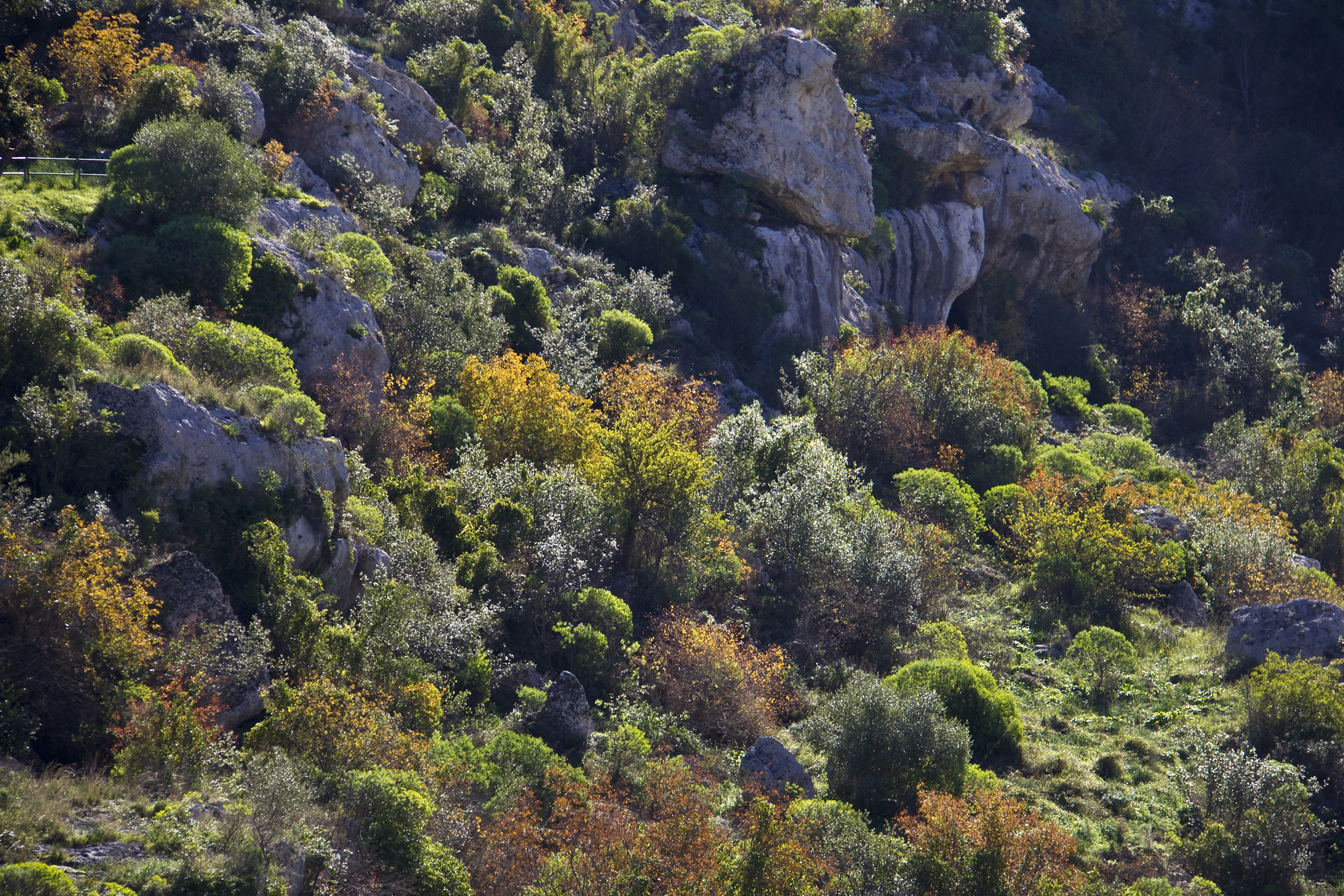
Macchia mediterranea, Pantalica

Un tempo il suolo degli Iblei era completamente ricoperto da foreste sempreverdi e caducifogli. L'antropizzazione, con conseguente uso agricolo e pastorale del terreno, ha nei millenni notevolmente ridotto la superficie forestale; ciononostante ancora oggi è possibile osservare sugli Iblei una notevole presenza vegetativa di grande rilevanza paesaggistica e naturalistica. L'ecosistema degli Iblei è caratterizzato dalla macchia mediterranea, il cui climax prevalente qui è dato dai boschi di leccio (Quercus ilex)  e di Oleo-Quercetum virgilianae (quest'ultima da non confondere con la Quercus pubescens). I due tipi di bosco a loro volta presentano differenze in base all'altitudine e al tipo di terreno su cui sorgono. Il leccio va suddiviso in: Pistacio-Quercetum ilicis, presente nella fascia termomediterranea e sui versanti più freschi delle cave iblee; Doronico-Quercetum ilicis, presente nei fondovalle dei suoli carbonatici, dove vi è molta umidità (quest'associazione è nota solo per gli Iblei, composta da Doronicum orientale, Festuca exaltata, Hedera helix, Geranium robertianum e altre mesofile); Roso sempervirentis-Quercetum ilicis, presente nelle zone molto ombreggiate e con clima mesomediterraneo umido. I boschi di quercia virgiliana invece si suddivino in: quercia virgiliana con lentisco, ideale nel clima termomediterraneo subumido, caratterizzata principalmente da alberi d'ulivo misti a lentisco insieme al Prasium majus (l'aromatico tè siciliano) e al Rhamnus alaternus che predilige i terreni calcarei; quercia virgiliana con nespolo germanico, che oltre a presentare la mesofila comune nespola, nel suo strato erbaceo permette l'osservazione del clinopodio dei boschi subsp. arundanum, della fienarola moniliforme e del citisio trifloro, questo tipo di querceto si trova nei terreni vulcanici degli Iblei siti nella fascia mesomediterranea subumida o umida, alterna presenza di  Quercus ilex, Quercus amplifolia e Fraxinus ornus (associazione esclusiva delle vulcaniti degli Iblei); quercia virgiliana con alloro (Lauro-Quercetum virgilianae), sita sulle più alte zone degli Iblei (tra i 700 e 900 metri), in un clima decisamente più fresco e umido, qui è il Laurus nobilis a caratterizzare il querceto, ovvero la pianta aromatica dell'alloro dalla quale prende il nome il monte Lauro.
Infine meno presente risulta la quercia da sughero, situata solamente nella parte sud-occidentale degli Iblei, quando è caratterizzata da un suolo arenaceo-sabbioso e presenta specie termo-xerofile come la palma nana e l'ulivo, e nella parte settentrionale degli Iblei quando presenta un terreno di vulcaniti (associazione esclusiva di questo lembo degli Iblei); la quercia da sughero in passato venne appositamente impiantata e diffusa per la commercializzazione del sughero. Va inoltre fatto presente che nella fascia bioclimatica termomediterranea inferiore secca sembra essere del tutto assente, in qualsiasi forma, la quercia di tipo caducifoglie (ovvero con la perdita periodica delle foglie).
Nei terreni più xerici e marnosi la quercia lascia il posto al pino d'Aleppo: le propaggini sud-occidentali degli Iblei, nel ragusano, ospitano l'ultima area spontanea di questa specie in Sicilia, all'interno della Riserva naturale orientata Pino d'Aleppo.

## Formazioni erbacee e arbustive

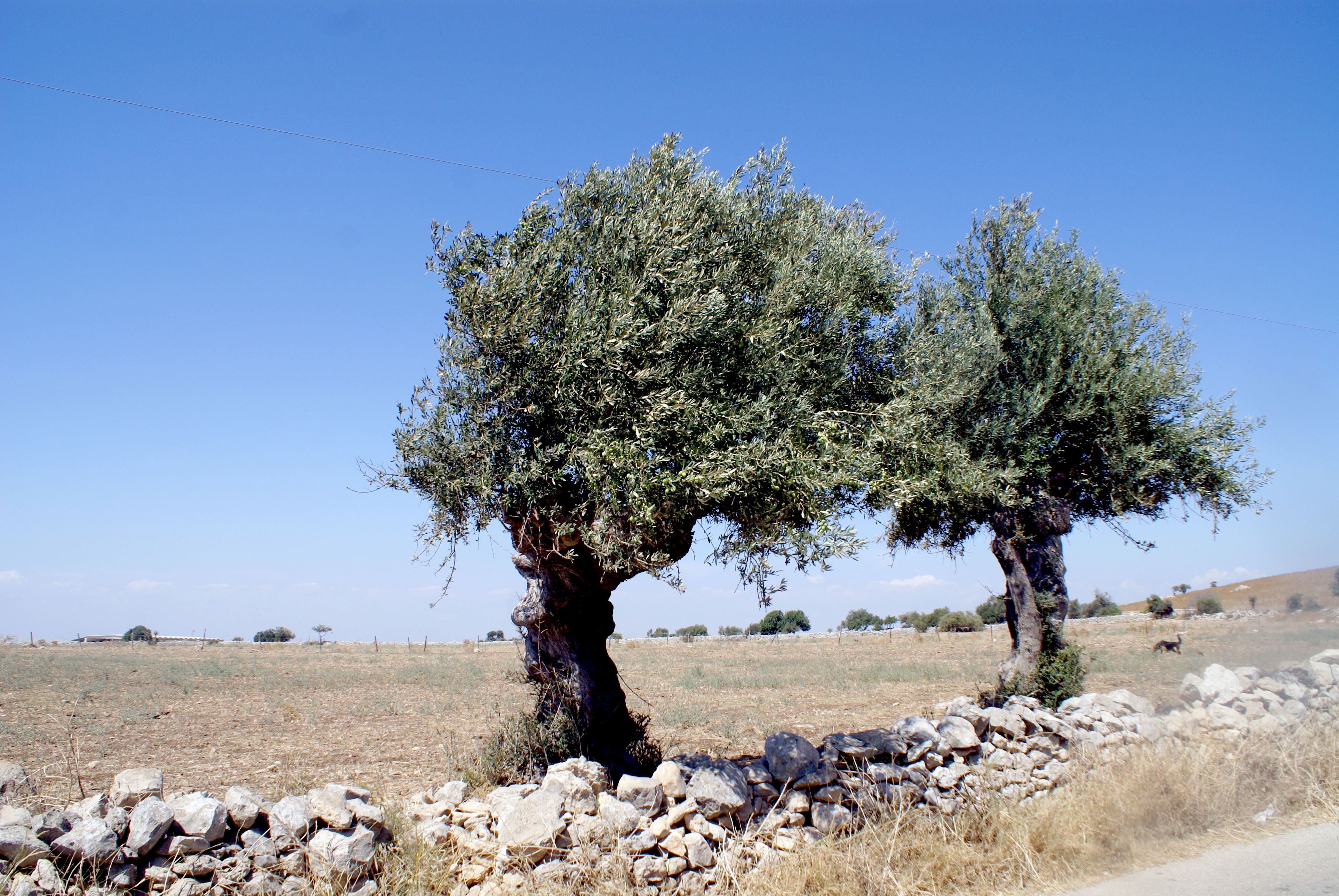
Ulivi al vento nella steppa iblea, ragusano

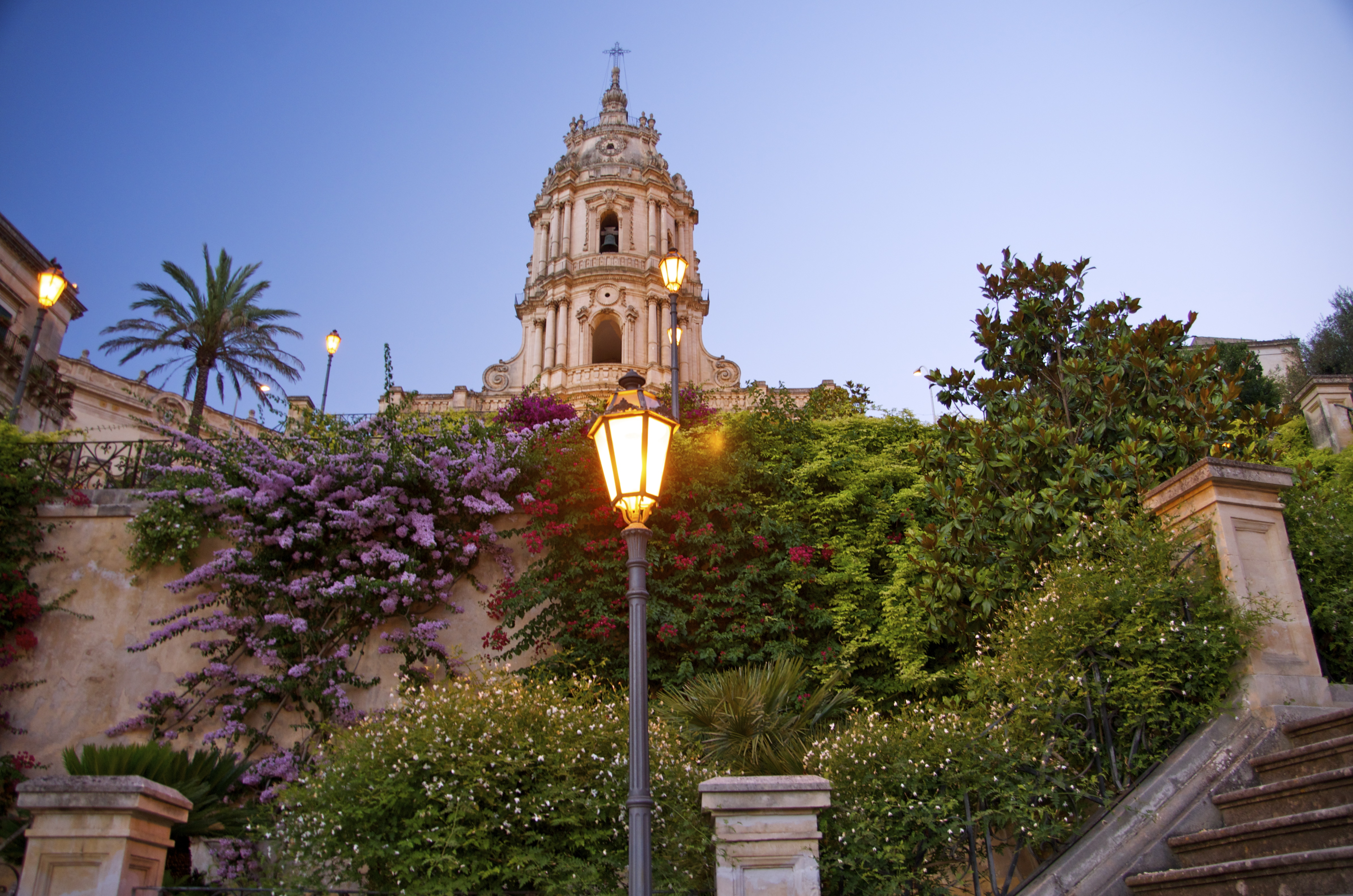
Vegetazione arbustiva ed arbacea tipicamente mediterranea tra il barocco di Modica

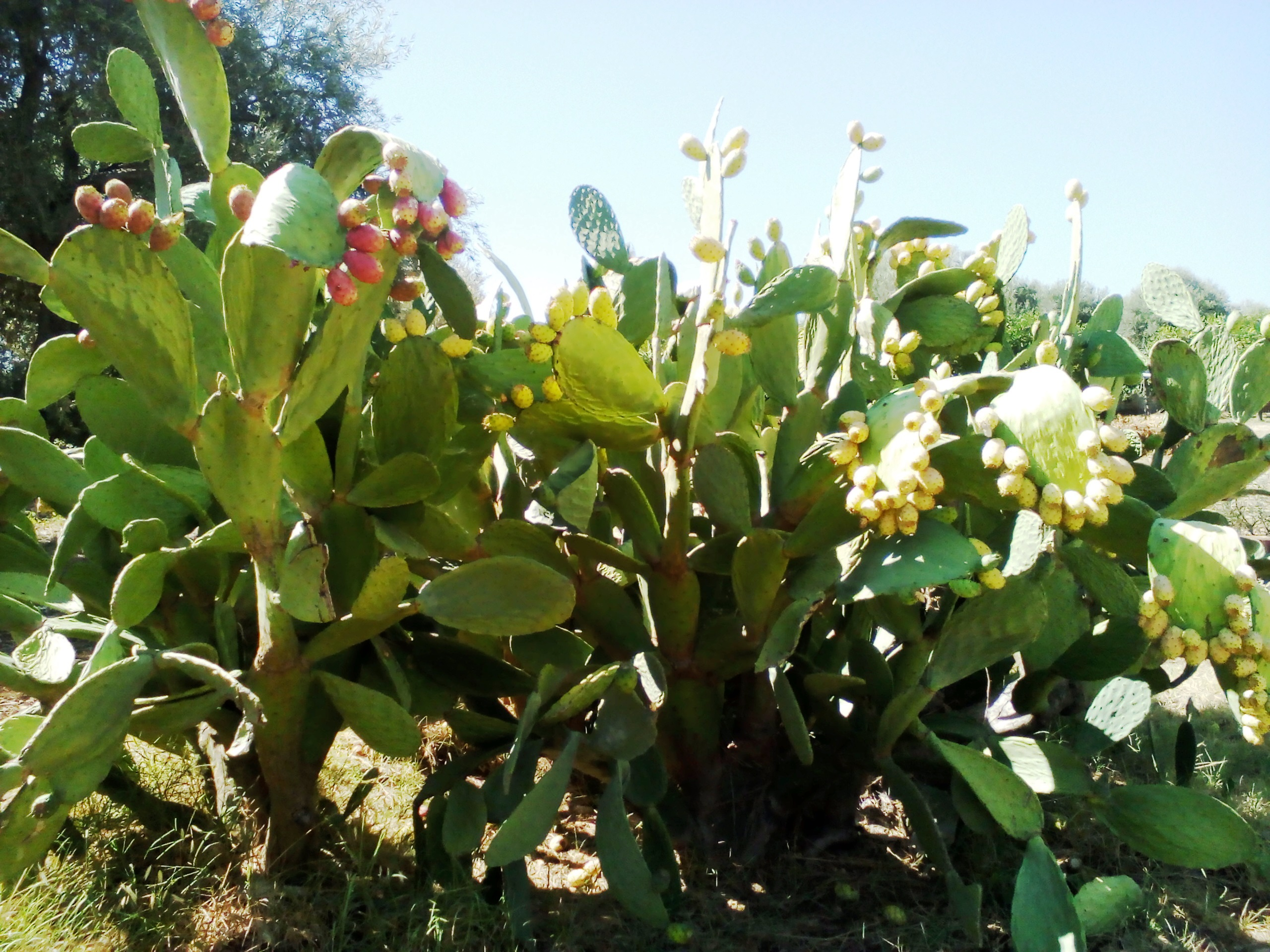
La succulenta Opuntia ficus-indica fotografata a Solarino, sulle pendici orientali degli Iblei

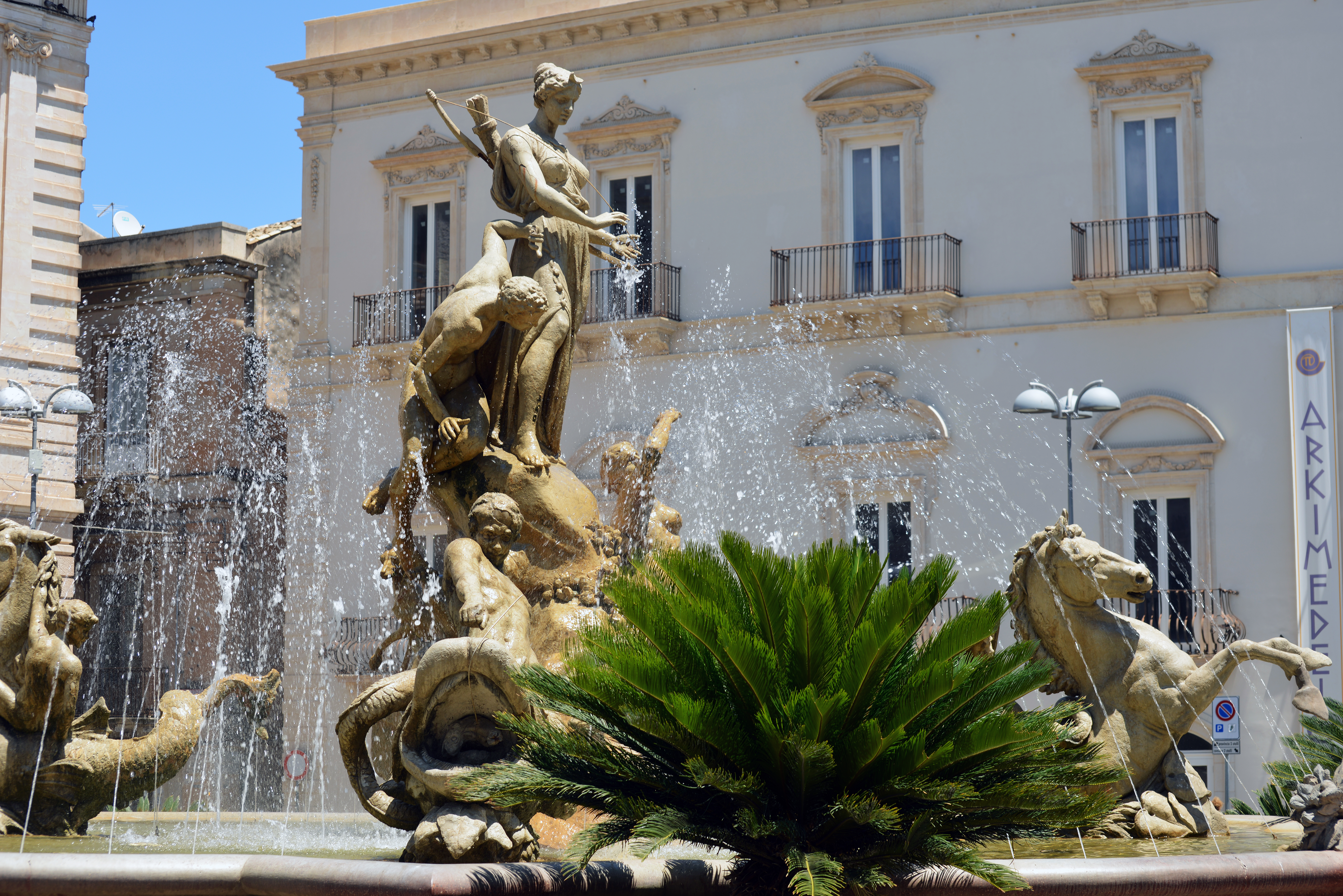
Una Cycas revoluta

La prateria mediterranea e una bassa gariga (che per le sue peculiarità alle volte è assimilabile alla frigana tipica del Mediterraneo orientale) sono le conformazioni che maggiormente caratterizzano le aree climatiche più temperate degli Iblei. Dove l'area boschiva termina, comincia la steppa o prateria mediterranea, con piante che qui hanno trovato il loro habitat ideale per prosperare. L'ulivo (Olea europaea) e il carrubbo (Ceratonia siliqua) formano la macchia ad Oleo-Ceratonion che assolutamente predomina le zone più soleggiate degli Iblei. Il carrubbo, se pur ben presente anche nel lato orientale, domina maggiormente quello occidentale: a tal proposito si pensi che il ragusano da solo ospita ben il 72% dell'intera superficie nazionale adibita a questa singola coltura; così come la palma nana (Chamaerops humilis), che è l'unica palma indigena d'Italia e d'Europa, domina maggiormente la costa iblea del siracusano (la penisola della Maddalena a Siracusa ospita una delle più vaste concentrazioni di palma nana del Mediterraneo); con l'associazione di mirto (Myrtus communis), lentisco (Pistacia lentiscus) e spinaporci (Sarcopoterium spinosum). Come informa Cicerone, prima che l'isola producesse grandi quantità di cereali era proprio la palma nana con le sue radici a sfamare la popolazione. Anche gli agrumi, come il limone (Citrus limon)  e l'arancio (Citrus sinensis), vi prosperano abbondanti, prediligendo i bassorilievi (ad esempio il siracusano ha la più vasta superficie limonicola d'Europa e tra le maggiori di Sicilia per la varietà d'arancia rossa). Il fico (Ficus carica), la vite (Vitis vinifera) e il mandorlo (Prunus dulcis) sono altre tre piante che da millenni caratterizzano il temperato suolo ibleo. Tra le piante più rappresentative degli Iblei si segnalano il balsamico timo (Thymus nella varietà Thymbra capitata) e rosmarino (Rosmarinus officinalis) la cui combinazione, Rosmarinus-Thymetum capitati, si ritrova abbondante sui terreni calcarei degli Iblei; il timo è inoltre la pianta che più d'ogni altra ha reso famosi gli Iblei nella letteratura fin da epoche antichissime, in quanto alimento base del celebrato miele ibleo:
(Servio Onorato, Vergilii Bucolicon librum, VII, vv. 37-40.)

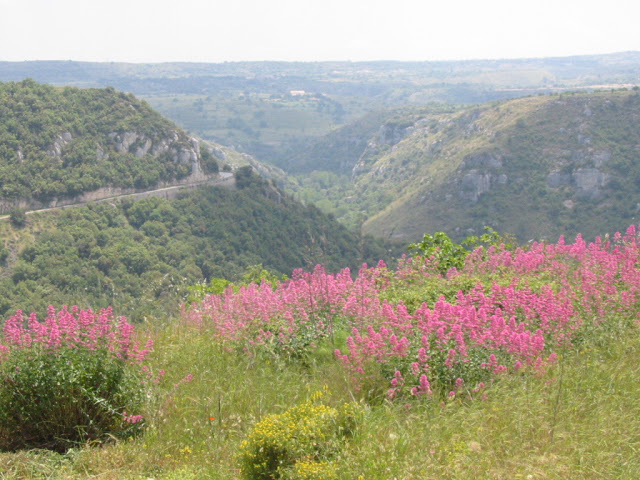
Valeriana sui monti iblei

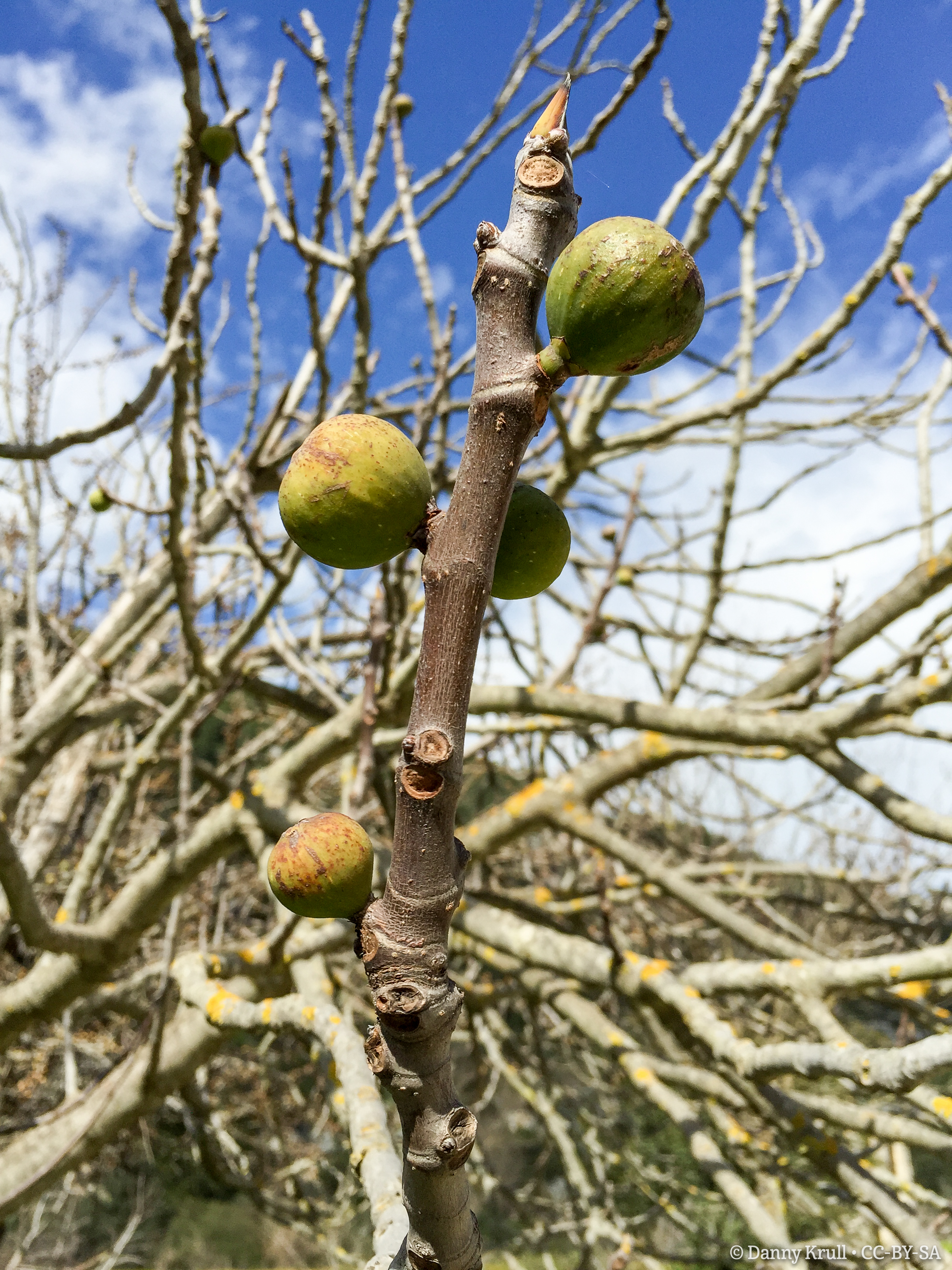
Fichi a Pantalica

Non di meno vi cresce copioso anche l'origano selvatico (Origanum), detto origano dei monti Iblei (dal greco: oros-ganos, ovvero «gioia della montagna»), che si distingue dagli altri origani per avere un aroma più intenso. Numerose altre piante aromatiche hanno reso l'aria degli Iblei profumata: vari di menta (Mentha), la salvia fruticosa (tipo di salvia presente solo in alcune zone del Mediterraneo, tra cui gli Iblei), la lavanda (Lavandula), molto diffusa nell'area iblea, il cappero (Capparis spinosa) detto ibleo che predilige le zone rocciose a ridosso delle coste (medio collinare), mostrando delle curiose infiorescenze bianche e lilla e un sapore più dolce e aromatico rispetto ai capperi che crescono in altri luoghi, la liquirizia (Glycyrrhiza glabra) e molte altre specie di piante aromatiche che nei secoli hanno conferito all'aria iblea la nomina di essere particolarmente profumata:
(Federico De Roberto, I Viceré, III, 7, 4 in Il mito d'Ibla nella letteratura e nell'arte.)
Proprio Melilli (la cui area si trova nell'odierno triangolo industriale che ha causato non pochi danni all'ecosistema ibleo orientale) era il luogo in cui cresceva la canna da zucchero (Saccharum officinarum), impiantata verso il X secolo e in seguito esportata proprio da qui in America.
La complessità degli Iblei si rivela nella grande varietà della sua flora: endemismi provenienti da altre parti del Mediterraneo si sono qui acclimatati, divenendo tipici in Sicilia quasi esclusivamente in questo luogo; è il caso del platano orientale (Platanus orientalis) che a parte piccoli areali nell'Italia meridionale si incontra principalmente nella cave iblee, parte dominante dei boschi molto umidi; la ferula nodosa (Ferulago nodosa), originaria della Grecia e di Creta, ha trovato nella parte orientale degli Iblei (come nella valle dell'Anapo) la sua unica zona spontanea in Italia e vi cresce peraltro abbondante, sito nelle praterie steppiche; l'aristolochia sempreverde (Aristolochia altissima ), presente solo nell'Algeria settentrionale e nei fondovalle della Sicilia orientale.

## Endemismi iblei

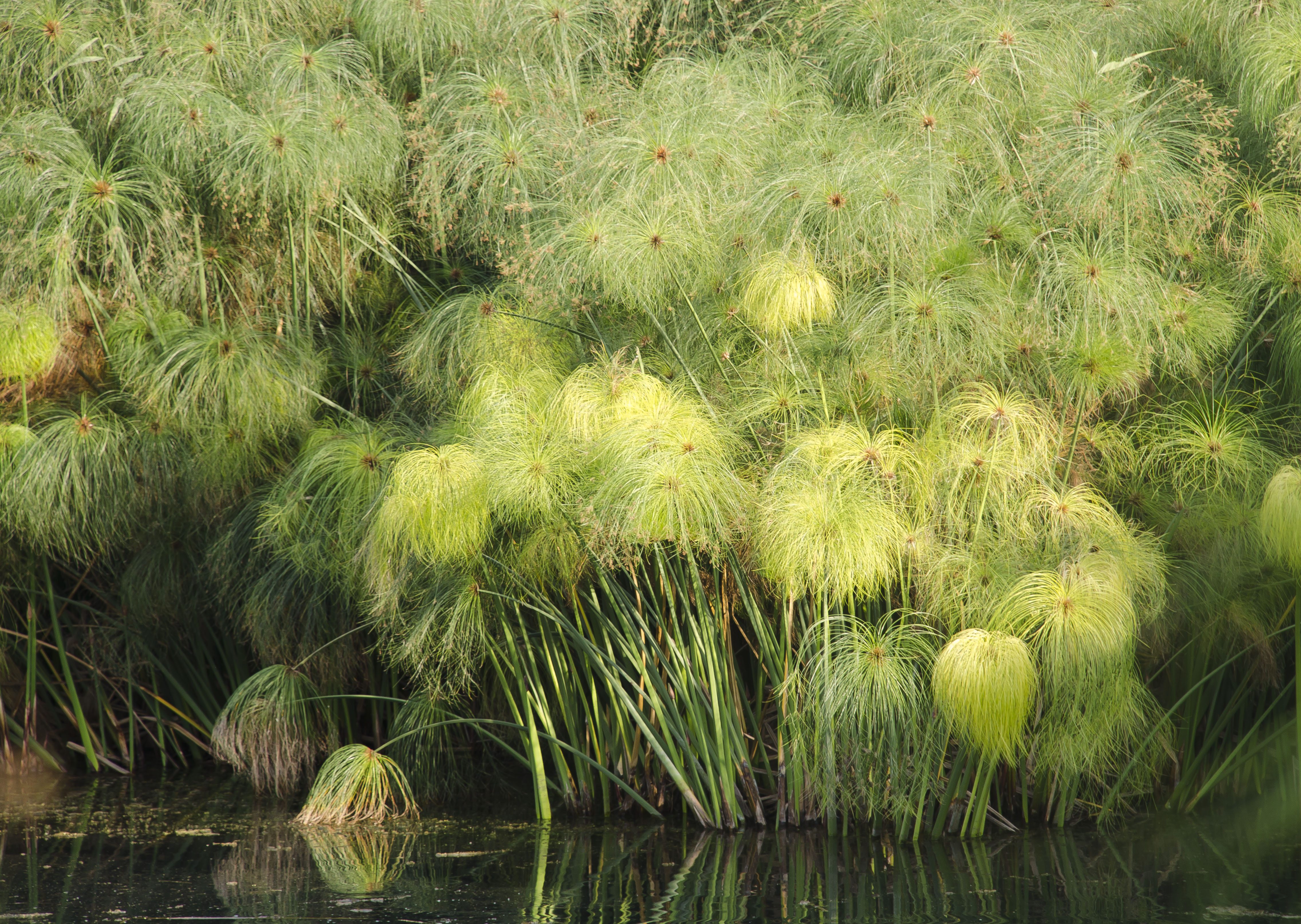
Il papiro egizio di Siracusa

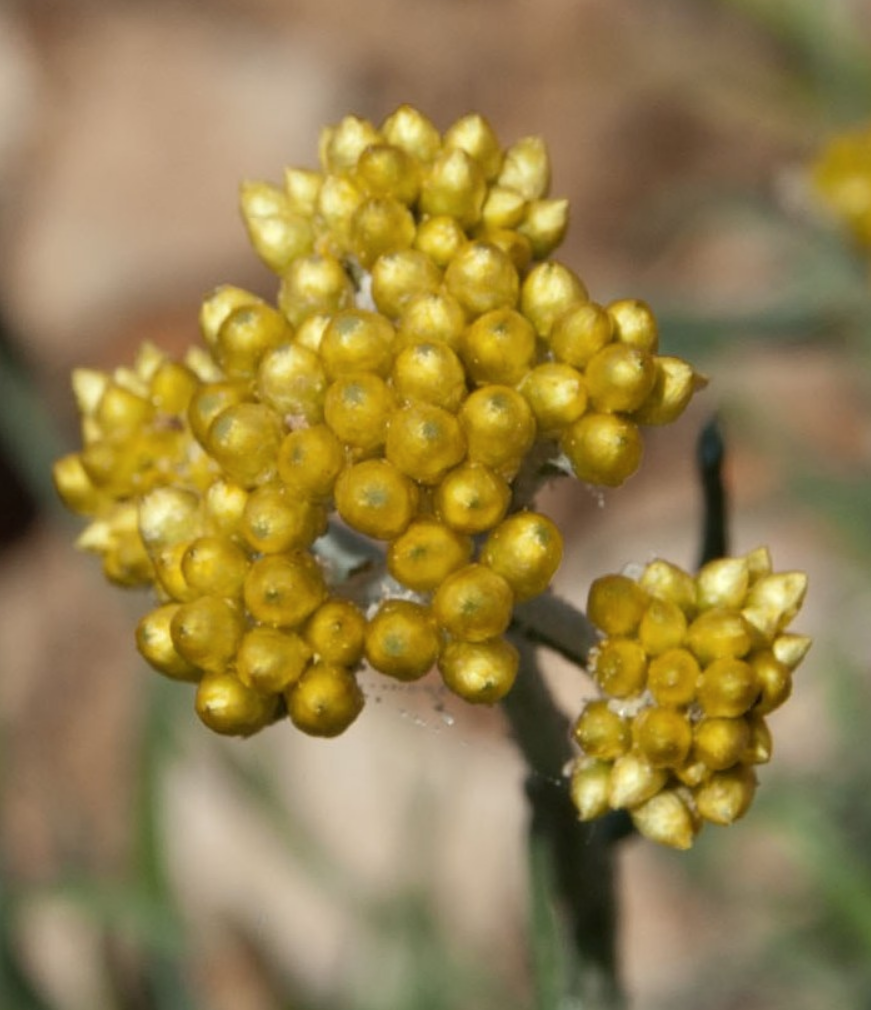
L'endemico elicriso degli Iblei

Uno degli endemismi più interessanti degli Iblei riguarda la rara pianta del papiro egiziano (Cyperus papyrus) il cui arrivo tra gli Iblei, l'esatta comparsa, rimane tutt'oggi controverso e avvolto dal mistero. Ha trovato il suo habitat ideale lungo le sponde del fiume Ciane, in una minima parte costiera degli Iblei orientali, dove si trova attualmente la maggiore colonia spontanea di papiro in Europa.
Meritevoli di attenzione sono inoltre le piante esclusive di questi luoghi: l'ortica rupestre (Urtica rupestris Guss) è un endemismo degli Iblei orientali situato nel sottobosco delle leccete, risalente alla paleo-flora terziaria, può essere accomunata solamente con lUrtica morifolia delle isole Canarie; l'elicriso degli Iblei (Helichrysum hyblaeum) presente nelle praterie steppiche iblee e i perpetuini delle rupi (Helichrysum scandens); il trachelio siciliano (Trachelium lanceolatum), altro paleo-endemismo degli Iblei orientali che cresce sulle pareti calcaree; la rara Zelkova sicula che cresce unicamente tra Buccheri e Melilli; e poi ancora il Limonium syracusanum; il Myosotis humilis.

## Funghi e tartufi degli Iblei

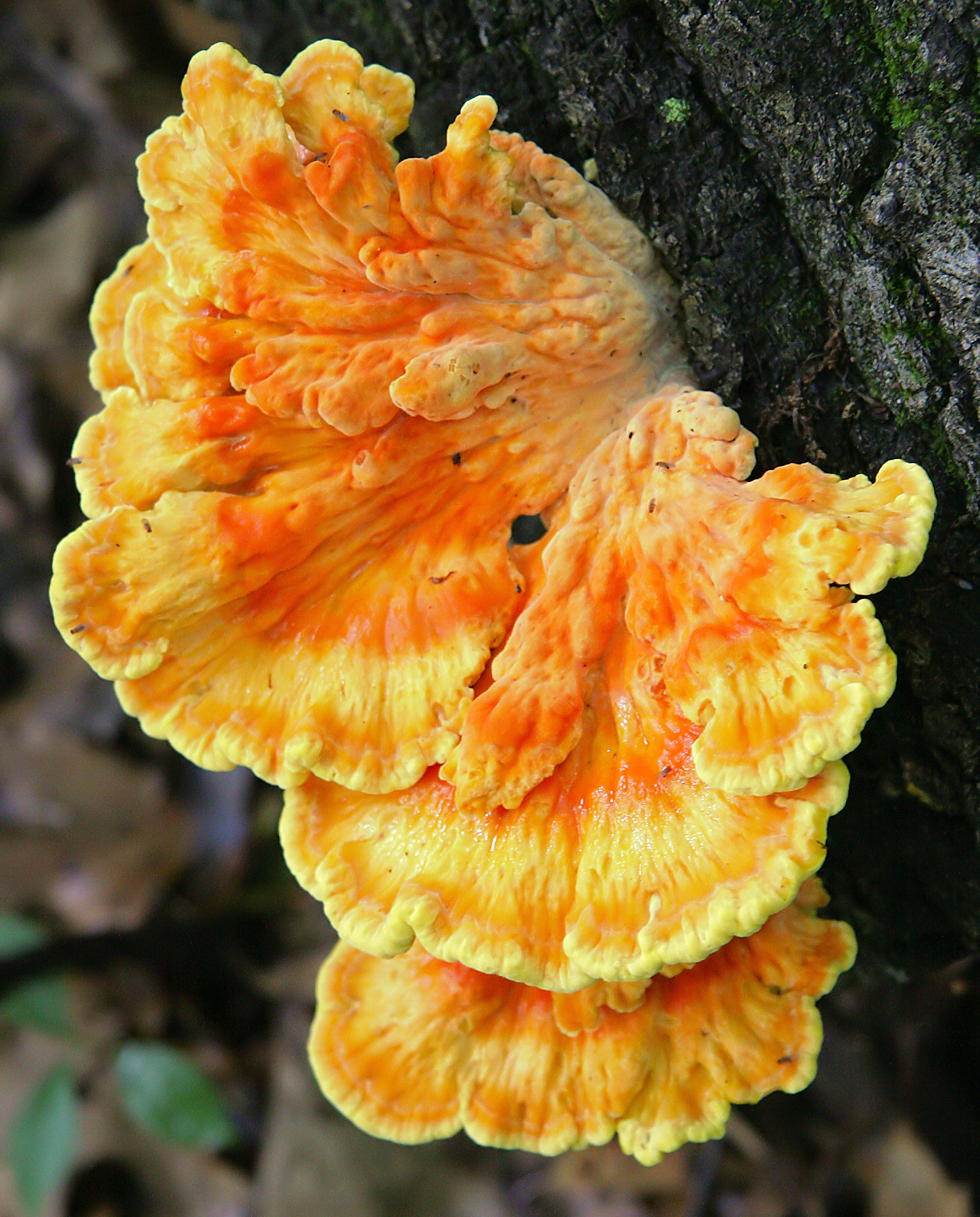
Il ricercato fungo di carrubbo

I monti Iblei annoverano numerosi tipi di funghi, divisi in base al terreno e alla vegetazione nella quale crescono: nelle cave maggiori (Anapo, Cava grande, Irminio e via discorrendo in base alla grandezza) con l'associazione di alberi come il già citato platano orientale, salice (Salix), oleandro (Nerium oleander), pioppo (Populus alba e Populus nigra) e diversi altri arbusti, si rinvengono funghi di natura saprofite e parassite: Mycena inclinata; Cyclocybe aegerita; Pleurotus ostreatus; Trametes versicolor; Hypholoma fasciculare; Polyporus ciliatus; Polyporus badius; Marasmius rotula; Armillaria mellea e qualche altro; tra questi il più noto è il fungo del platano orientale: Ceratocystis fimbriata, conosciuto in ambito locale come «flagello della Valle dell'Anapo».
Molto noto è il cosiddetto «fungo di carrubbo» (Laetiporus sulphureus), raro ma al contempo parte integrante del territorio ibleo. Il castagno (Castanea) e il nocciolo (Corylus avellana) sono rari tra gli Iblei ma nelle aree ridotte dove crescono, vi si può osservare il Rustroemia echinophila che vive sui ricci di castagno e su qualche altra specie. Nei terreni caratterizzati dalla steppa e dalla garriga, compresi quelli vulcanici del Lauro, vi si trovano tipi di funghi ricercati come il Pleurotus eryngii. Nella fitta macchia mediterranea non mancano i prelibati porcini neri (Boletus aereus), insieme ai Boletus luridus e Boletus queletii; diverse varietà dell'Amanita (ovoidea, vaginata, vittadinii); il gallinaccio (Cantharellus cibarius varietà alborufescens), il Tricholoma terreum e altri ancora tra commestibili e non commestibili. Numerosi i funghi parassiti della macchia. Nei boschi si ritrovano centinaia di specie fungine e nel loro insieme ben rappresentano la flora micologica mediterranea, avvicinandosi particolarmente a quella del nord-Africa.

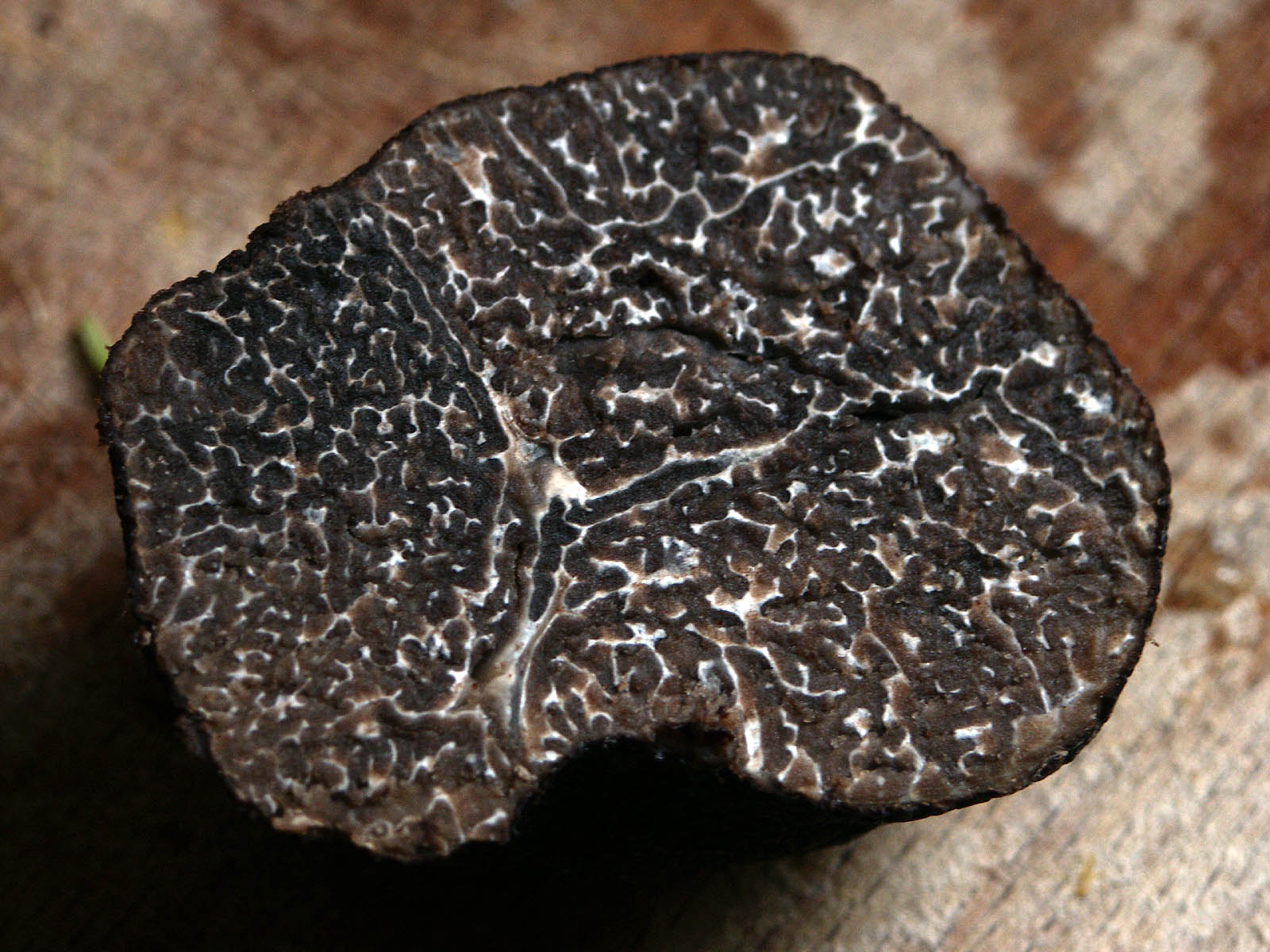
Il tartufo nero, presente negli Iblei

Dal primo decennio del XXI secolo si ha la certezza che anche sugli Iblei vi crescono i tartufi. Il comprensorio ibleo è stato definito un territorio altamente tartufigeno. I tartufi si rinvengono più nel lato siracusano, ma non mancano nemmeno in quello ragusano. Gli Iblei rappresentano un campo sperimentale in materia poiché fino a qualche anno fa si credeva erroneamente che il fenomeno tartufigeno potesse riguardare solo alcune regioni del centro-nord Italia come il Piemonte o le Marche, ma gli interessanti rinvenimenti tra gli Iblei hanno ormai sancito il fenomeno anche per il sud Italia. Tra i tartufi rinvenuti lo scorzone nero o tartufo estivo (Tuber aestivum) è il più diffuso, tuttavia è stata accertata la presenza del nero pregiato (Tuber melanosporum), anche se è piuttosto raro, e poi il tartufo bianchetto (Tuber borchii), il Tuber brumale e molti altri tipi.